# Russell Smith (producent)
Russell Smith (ur. 21 kwietnia 1954 w Springfield) – amerykański producent filmowy. Laureat nominacji do Oscara.
Indywidualnie wyprodukował filmy Myszy i ludzie (Of Mice and Men, 1992) oraz Człowiek w żelaznej masce (The Man in the Iron Mask, 1998), jest także współzałożycielem spółki produkcyjnej Mr. Mudd, dla której wspólnie z Johnem Malkovichem i Lianne Halfon wyprodukował takie przeboje, jak m.in. Ghost World (2001), Juno (2007) czy Rozpustnik (The Libertine, 2004).